# Saki Niizoe
Saki Niizoe (4 de julho de 1996) é uma judoca japonesa. Foi medalhista de prata nos Jogos Olímpicos de Verão de 2024, em Paris.
Ela ganhou uma das medalhas de bronze na categoria feminina de 70 kg no Campeonato Mundial de Judô de 2022, realizado em Tashkent, Uzbequistão. Ela conquistou a medalha de ouro na categoria feminina de 70 kg nos Jogos Asiáticos de 2018, realizados em Jacarta, Indonésia.
Em 2017, ela ganhou duas medalhas na Universíade de Verão, realizada em Taipei, Taiwan. No mesmo ano, ela conquistou a medalha de ouro na competição por equipes mistas no Campeonato Mundial de Judô de 2017, realizado em Budapeste, Hungria. Ela também ganhou a medalha de ouro na competição por equipes mistas no Campeonato Mundial de Judô de 2021, também realizado em Budapeste, Hungria.
Ela ganhou a medalha de prata em sua categoria no Judo Grand Slam Paris de 2022, realizado em Paris, França. Ela conquistou uma das medalhas de bronze na categoria feminina de 70 kg no Campeonato Mundial de Judô de 2022, realizado em Tashkent, Uzbequistão.